# Finnország az 1984. évi téli olimpiai játékokon
Finnország a jugoszláviai Szarajevóban megrendezett 1984. évi téli olimpiai játékok egyik részt vevő nemzete volt. Az országot az olimpián 6 sportágban 45 sportoló képviselte, akik összesen 13 érmet szereztek.

## Érmesek
| Érem  | Versenyző                                                             | Sportág          | Versenyszám           |
| ----- | --------------------------------------------------------------------- | ---------------- | --------------------- |
| Arany | Marja-Liisa Hämäläinen                                                | Sífutás          | Női 5 km              |
| Arany | Marja-Liisa Hämäläinen                                                | Sífutás          | Női 10 km             |
| Arany | Marja-Liisa Hämäläinen                                                | Sífutás          | Női 20 km             |
| Arany | Matti Nykänen                                                         | Síugrás          | Egyéni, nagysánc      |
| Ezüst | Aki Karvonen                                                          | Sífutás          | Férfi 15 km           |
| Ezüst | Jouko Karjalainen                                                     | Északi összetett | Egyéni                |
| Ezüst | Matti Nykänen                                                         | Síugrás          | Egyéni, normálsánc    |
| Bronz | Harri Kirvesniemi                                                     | Sífutás          | Férfi 15 km           |
| Bronz | Aki Karvonen                                                          | Sífutás          | Férfi 50 km           |
| Bronz | Juha Mieto Aki Karvonen Harri Kirvesniemi Kari Ristanen               | Sífutás          | Férfi 4 × 10 km váltó |
| Bronz | Eija Hyytiainen Marja-Liisa Hämäläinen Marjo Matikainen Pirkko Määttä | Sífutás          | Női 4 × 5 km váltó    |
| Bronz | Jukka Ylipulli                                                        | Északi összetett | Egyéni                |
| Bronz | Jari Puikkonen                                                        | Síugrás          | Egyéni, normálsánc    |

## Biatlon
| Versenyző                                                      | Versenyszám      | Lövőhiba | Időeredmény | Helyezés |
| -------------------------------------------------------------- | ---------------- | -------- | ----------- | -------- |
| Arto Jääskeläinen                                              | 20 km egyéni     | 5        | 1:19:23,3   | 16.      |
| Toivo Mäkikyrö                                                 | 10 km sprint     | 2        | 32:22,5     | 12.      |
| Tapio Piipponen                                                | 10 km sprint     | 1        | 32:28,7     | 15.      |
| Tapio Piipponen                                                | 20 km egyéni     | 6        | 1:18:38,4   | 12.      |
| Risto Punkka                                                   | 10 km sprint     | 4        | 34:28,5     | 34.      |
| Keijo Tiitola                                                  | 20 km egyéni     | 5        | 1:19:32,8   | 18.      |
| Keijo Tiitola Toivo Mäkikyrö Arto Jääskeläinen Tapio Piipponen | 4 × 7,5 km váltó | 2        | 1:43:16,0   | 7.       |

## Északi összetett
| Versenyző         | Síugrás | Síugrás | Sífutás | Sífutás | Sífutás | Összesítés | Összesítés |
| Versenyző         | Pont    | Hely.   | Idő     | Pont    | Hely.   | Pont       | Helyezés   |
| ----------------- | ------- | ------- | ------- | ------- | ------- | ---------- | ---------- |
| Jouko Karjalainen | 196,9   | 15.     | 46:32,0 | 220,000 | 1.      | 416,900    |            |
| Rauno Miettinen   | 205,5   | 6.      | 49:02,2 | 197,470 | 9.      | 402,970    | 4.         |
| Jukka Ylipulli    | 208,3   | 5.      | 48:28,5 | 202,525 | 5.      | 410,825    |            |

## Gyorskorcsolya
Férfi
| Versenyző        | Versenyszám | Eredmény | Helyezés |
| ---------------- | ----------- | -------- | -------- |
| Pertti Niittylä  | 1500 m      | 2:00,01  | 9.       |
| Pertti Niittylä  | 5000 m      | 7:17,97  | 6.       |
| Pertti Niittylä  | 10 000 m    | 15:15,18 | 18.      |
| Urpo Pikkupeura  | 500 m       | 39,88    | 27.      |
| Urpo Pikkupeura  | 1000 m      | 1:19,13  | 23.*     |
| Jouko Vesterlund | 500 m       | 39,15    | 17.      |
| Jouko Vesterlund | 1000 m      | 1:18,12  | 12.      |

* - egy másik versenyzővel azonos eredményt ért el

## Jégkorong
| Finn férfi jégkorongcsapat-játékoskeret                                                                        | Finn férfi jégkorongcsapat-játékoskeret                                                                        | Finn férfi jégkorongcsapat-játékoskeret                                                      |
| --- | --- | -------------------------------------------------------------------------------------------- |
| - Raimo Helminen - Risto Jalo - Arto Javanainen - Timo Jutila - Markus Lehto - Petteri Lehto - Pertti Lehtonen | - Erkki Laine - Jarmo Mäkitalo - Anssi Melametsä - Hannu Oksanen - Arto Ruotanen - Simo Saarinen - Ville Sirén | - Arto Sirviö - Petri Skriko - Raimo Summanen - Kari Takko - Harri Tuohimaa - Jorma Valtonen |

### Eredmények
B csoport
| Csapat           | M | Gy | D | V | G+ | G– | Gk  | P  |
| ---------------- | - | -- | - | - | -- | -- | --- | -- |
| Csehszlovákia    | 5 | 5  | 0 | 0 | 38 | 7  | +31 | 10 |
| Kanada           | 5 | 4  | 0 | 1 | 24 | 10 | +14 | 8  |
| Finnország       | 5 | 2  | 1 | 2 | 27 | 19 | +8  | 5  |
| Egyesült Államok | 5 | 1  | 2 | 2 | 16 | 17 | –1  | 4  |
| Ausztria         | 5 | 1  | 0 | 4 | 13 | 37 | –24 | 2  |
| Norvégia         | 5 | 0  | 1 | 4 | 15 | 43 | –28 | 1  |

| 1984. február 7. | Finnország (FIN) | 4 – 3 (1–0, 2–1, 1–2) | Ausztria | Szarajevó |

|  |  |  |  |  |
|  |  |  |  |  |
|  |  |  |  |  |
|  |  |  |  |  |

| 1984. február 9. | Finnország (FIN) | 16 – 2 (5–0, 6–1, 5–1) | Norvégia | Szarajevó |

|  |  |  |  |  |
|  |  |  |  |  |
|  |  |  |  |  |
|  |  |  |  |  |

| 1984. február 11. | Kanada (CAN) | 4 – 2 (1–0, 0–2, 3–0) | Finnország | Szarajevó |

|  |  |  |  |  |
|  |  |  |  |  |
|  |  |  |  |  |
|  |  |  |  |  |

| 1984. február 13. | Csehszlovákia (TCH) | 7 – 2 (4–1, 1–1, 2–0) | Finnország | Szarajevó |

|  |  |  |  |  |
|  |  |  |  |  |
|  |  |  |  |  |
|  |  |  |  |  |

| 1984. február 15. | Finnország (FIN) | 3 – 3 (1–0, 1–2, 1–1) | Egyesült Államok | Szarajevó |

|  |  |  |  |  |
|  |  |  |  |  |
|  |  |  |  |  |
|  |  |  |  |  |

Az 5. helyért
| 1984. február 17. | NSZK (FRG) | 7 – 4 (1–2, 1–2, 5–0) | Finnország | Szarajevó |

|  |  |  |  |  |
|  |  |  |  |  |
|  |  |  |  |  |
|  |  |  |  |  |

| Csapat     | Helyezés |
| ---------- | -------- |
| Finnország | 6.       |

## Sífutás
Férfi
| Versenyző                                               | Versenyszám     | Eredmény  | Helyezés |
| ------------------------------------------------------- | --------------- | --------- | -------- |
| Kari Härkönen                                           | 15 km           | 42:49,3   | 13.      |
| Aki Karvonen                                            | 15 km           | 41:34,9   |          |
| Aki Karvonen                                            | 30 km           | 1:30:59,7 | 5.       |
| Aki Karvonen                                            | 50 km           | 2:17:04,7 |          |
| Harri Kirvesniemi                                       | 15 km           | 41:45,6   |          |
| Harri Kirvesniemi                                       | 30 km           | 1:31:37,4 | 7.       |
| Harri Kirvesniemi                                       | 50 km           | 2:18:34,1 | 4.       |
| Juha Mieto                                              | 15 km           | 42:05,8   | 4.       |
| Juha Mieto                                              | 30 km           | 1:31:48,3 | 8.       |
| Juha Mieto                                              | 50 km           | 2:21:53,1 | 10.      |
| Kari Ristanen                                           | 30 km           | 1:33:02,6 | 17.      |
| Kari Ristanen                                           | 50 km           | 2:23:10,6 | 15.      |
| Kari Ristanen Juha Mieto Harri Kirvesniemi Aki Karvonen | 4 × 10 km váltó | 1:56:31,4 |          |

Női
| Versenyző                                                             | Versenyszám    | Eredmény  | Helyezés |
| --------------------------------------------------------------------- | -------------- | --------- | -------- |
| Eija Hyytiäinen                                                       | 5 km           | 18:11,6   | 19.      |
| Eija Hyytiäinen                                                       | 10 km          | 34:33,8   | 25.      |
| Eija Hyytiäinen                                                       | 20 km          | 1:05:38,8 | 17.      |
| Marja-Liisa Hämäläinen                                                | 5 km           | 17:04,0   |          |
| Marja-Liisa Hämäläinen                                                | 10 km          | 31:44,2   |          |
| Marja-Liisa Hämäläinen                                                | 20 km          | 1:01:45,0 |          |
| Erja Kuivalainen                                                      | 10 km          | 35:35,2   | 37.      |
| Erja Kuivalainen                                                      | 20 km          | 1:07:26,4 | 29.      |
| Pirkko Määttä                                                         | 5 km           | 17:48,0   | 10.      |
| Pirkko Määttä                                                         | 10 km          | 34:13,4   | 19.      |
| Pirkko Määttä                                                         | 20 km          | 1:04:37,6 | 9.       |
| Marjo Matikainen                                                      | 5 km           | 18:21,6   | 22.      |
| Pirkko Määttä Eija Hyytiäinen Marjo Matikainen Marja-Liisa Hämäläinen | 4 × 5 km váltó | 1:07:36,7 |          |

## Síugrás
| Versenyző       | Versenyszám | 1. ugrás | 1. ugrás | 2. ugrás | 2. ugrás | Összesítés | Összesítés |
| Versenyző       | Versenyszám | Pont     | Hely.    | Pont     | Hely.    | Pont       | Helyezés   |
| --------------- | ----------- | -------- | -------- | -------- | -------- | ---------- | ---------- |
| Pentti Kokkonen | Normálsánc  | 101,4    | 9.       | 99,9     | 14.*     | 201,3      | 12.        |
| Pentti Kokkonen | Nagysánc    | 90,1     | 19.      | 92,3     | 16.      | 182,4      | 14.        |
| Matti Nykänen   | Normálsánc  | 114,1    | 1.       | 99,9     | 14.*     | 214,0      |            |
| Matti Nykänen   | Nagysánc    | 119,1    | 1.       | 112,1    | 1.       | 231,2      |            |
| Jari Puikkonen  | Normálsánc  | 95,4     | 21.      | 117,4    | 1.       | 212,8      |            |
| Jari Puikkonen  | Nagysánc    | 100,1    | 6.       | 96,5     | 6.       | 196,6      | 5.         |
| Markku Pusenius | Normálsánc  | 89,2     | 33.      | 99,0     | 16.      | 188,2      | 20.        |
| Markku Pusenius | Nagysánc    | 93,4     | 16.*     | 87,5     | 22.      | 180,9      | 16.        |

* - egy másik versenyzővel azonos eredményt ért el